# Anna Balsamo-Stella
Anna Fredrika Karolina Balsamo-Stella, född Åkerdahl 5 maj 1879 i Stockholm, död 1 augusti 1957 i Asolo, Italien, var en svensk-italiensk målare, grafiker och textilkonstnär.
Hon var gift med den italienska konstnären Guido Balsamo-Stella. Hon studerade vid Konstakademien i Stockholm 1899–1905 där hon även deltog i Axel Tallbergs etsningsskola. Hon var från 1919 bosatt i Italien där hon gjorde sig ett namn som textilkonstnär. Hon var under en period lärare vid den statliga konstindustriella skolan i Venedig. Hon testamenterade sina villor i Asolo och Florens till Svenska akademien för att de skulle kunna använda dem som diktarbostäder.